# Província de Kütahya
Kütahya és una província a la regió de l'Egeu de Turquia.

## Districtes
La província de Kütahya es divideix en 13 districtes (el districte de la capital apareix en negreta):
- Altıntaş
- Aslanapa
- Çavdarhisar
- Domaniç
- Dumlupınar
- Emet
- Gediz
- Hisarcık
- Kütahya
- Pazarlar
- Şaphane
- Simav
- Tavşanlı